# Wola Uhruska (Lublin)
Pour les articles homonymes, voir Wola Uhruska.
Wola Uhruska (prononciation [ˈvɔla uˈxruska]) est un village de la gmina de Wola Uhruska, du powiat de Włodawa, dans la voïvodie de Lublin, situé dans l'est de la Pologne.
Il est le siège administratif (chef-lieu) de la gmina rurale de Wola Uhruska.
Wola Uhruska se situe à environ 27 kilomètres au sud de Włodawa (siège du powiat) et 75 kilomètres à l'est de Lublin (capitale de la voïvodie).
Sa population s'élevait à 1 723 habitants en 2013.

## Administration
De 1975 à 1998, le village est attaché administrativement à l'ancienne voïvodie de Chełm.

Depuis 1999, il fait partie de la nouvelle voïvodie de Lublin.